# La Jeune Fille et la Mort (film)
Pour les articles homonymes, voir La Jeune Fille et la Mort.
Pour plus de détails, voir Fiche technique et Distribution.
La Jeune Fille et la Mort (Death and the Maiden) est un film franco-américano-britannique réalisé par Roman Polanski, sorti en 1994 et adapté de la pièce du même nom du dramaturge chilien Ariel Dorfman, rescapé du régime de Pinochet.

## Synopsis
À la fin du XXe siècle, dans un pays d'Amérique du Sud qui vit encore le traumatisme d'une dictature récente, le président de la jeune démocratie a décidé de mettre en place une commission d'enquête sur les crimes passés. Cette commission doit être présidée par un avocat célèbre : Gérardo Escobar. Le soir de cette nomination, cet homme crève un pneu en rentrant chez lui. Un voisin, le docteur Roberto Miranda, vient à son secours et le ramène chez lui, où sa femme l'attend. Celle-ci, Paulina Escobar, torturée par la police secrète de l'ancien régime croit reconnaître dans la voix de Roberto Miranda celle d'un de ses bourreaux.

## Fiche technique
- Titre français : La Jeune Fille et la Mort
- Titre original : Death and the Maiden
- Réalisation : Roman Polanski
- Scénario : Rafael Yglesias et Ariel Dorfman adapté de sa pièce de théâtre La Jeune Fille et la Mort
- Musique : Wojciech Kilar
  - Quatuor La Jeune Fille et la Mort de Franz Schubert
- Photographie : Tonino Delli Colli
- Montage : Hervé de Luze
- Décors : Pierre Guffroy
- Costumes : Milena Canonero
- Scripte : Sylvette Baudrot
- Production : Thom Mount et Josh Kramer
- Sociétés de production : Capitol Films, Channel 4, Flach Film, Canal+, TF1
- Sociétés de distribution : CIC (France) ; Paramount Pictures (États-Unis)
- Budget : 12 millions $ (estimation)[1]
- Pays de production :  États-Unis,  France et  Royaume-Uni
- Langue : anglais
- Format : Couleurs - 1,85:1 - Dolby - 35mm
- Genre : drame, thriller
- Durée : 103 minutes
- Dates de sortie :
  - États-Unis : 23 décembre 1994
  - Canada : 27 janvier 1995
  - France : 29 mars 1995

## Distribution
- Sigourney Weaver (VF : Christine Pascal ; VQ : Anne Caron) : Paulina Escobar
- Ben Kingsley (VF : Philippe Laudenbach ; VQ : Yvon Thiboutot) : Dr Roberto Miranda
- Stuart Wilson (VF : François Marthouret ; VQ : Hubert Gagnon) : Gerardo Escobar

## Production

### Casting
Roman Polanski cherchait des acteurs qui n'avaient pas « la gueule de l'emploi », il a donc engagé Ben Kingsley pour le rôle du tortionnaire, car il n'avait pas, selon lui, une tête de bourreau. Il a fait de même pour le rôle du mari : c'est Stuart Wilson qui était connu jusque-là pour avoir joué des rôles de « méchants » (Le Temps de l'innocence de Martin Scorsese ou encore L'Arme fatale 3 de Richard Donner) qui est pris. Cette démarche révèle le but du cinéaste, c'est-à-dire entretenir l'ambiguïté entre le bien et le mal.

### Tournage
Le tournage s’est déroulé au Chili, en Espagne (à Ferrol et Valdoviño) et en France (studios de Billancourt à Boulogne-Billancourt et, pour la scène finale, au théâtre Montansier de Versailles).

## Thème et analyse
- Si vous ne connaissez pas le sujet, laissez ce bandeau (vous pouvez alors contacter les auteurs).
- Si vous supprimez le contenu mis en cause (vous pouvez préalablement contacter les auteurs),

argumentez précisément cette suppression dans la page de discussion
(un manque de référence n'est pas un argument ; une recherche réelle de référence doit avoir été effectuée, être formellement documentée).
Polanski revient ici à son cadre de prédilection : le huis clos, à la différence près que celui-ci semble plus ouvert à une réflexion politique car il prend les dictatures sud-américaines des années 1970-1980 comme toile de fond.
Une ancienne opposante au régime se trouve donc confrontée à son ex-tortionnaire qu'elle séquestre et qu'elle veut faire avouer. S'ouvre alors, dans la maison isolée de la femme et de son mari, un interrogatoire et un simulacre de procès qui confrontera les notions de justice et de revanche, de vérité objective et de ressentis affectifs, de légalité et de légitimité. Polanski ne tranche jamais véritablement dans ces oppositions que lui-même dispose et, au lieu d'apporter des réponses, il préfère poser des questions ouvertes.
La fin, aussi peu rassurante que possible, préfère opter pour une hypothèse peu probable quoique terrifiante. Sigourney Weaver  compose un personnage constamment sur le fil du rasoir, oscillant entre désir de vengeance et souci d'impartialité, trouvant un difficile équilibre entre la retenue dramatique et l'hybris tragique.

## Autour du titre du film
- La Jeune Fille et la Mort est le nom d'une œuvre de Franz Schubert, le Quatuor à cordes n° 14. Le tortionnaire aimait à écouter cette œuvre pendant qu’il violait les femmes interrogées, et l'héroïne tentera de lutter contre le souvenir dramatique qui y est associé. La scène finale du film montre l'héroïne assistant à une interprétation de concert de ce quatuor.
- La Jeune Fille et la Mort est également une peinture réalisée par Hans Baldung Grien en 1517 et exposée au Kunstmuseum de Bâle.